# 3329 Голе
3329 Голей (3329 Golay) — астероїд головного поясу, відкритий 12 вересня 1985 року.
Тіссеранів параметр щодо Юпітера — 3,223.